# Noel Lynch
Noel Lynch, född 8 oktober 1955, är en irländsk bågskytt. Han deltog vid olympiska sommarspelen 1988 och 1992.